# Ínsua (île)
Pour les articles homonymes, voir Ínsua.
Ínsua est une île portugaise située à l'embouchure de la rivière Minho marquant la frontière nord entre l'Espagne et le Portugal, face à la plage de Moledo, dans la municipalité de Caminha, dans le district de Viana do Castelo.
C'est une petite île rocheuse d'une longueur approximative de 400 mètres du nord au sud, situé à environ 3,2 kilomètres de Caminha. Elle est occupée principalement par le Fort d'Ínsua classé par l'Instituto de Gestão do Património Arquitectónico e Arqueológico (IGESPAR) Monument National 